# Ласица, Николай Николаевич
Никола́й Никола́евич Ласи́ца (род. 9 октября 1937 год, с. Молчаны, Гомельская область) — механизатор совхоза имени Некрасова Орджоникидзевского района Кустанайской области, Казахская ССР. Герой Социалистического Труда (1981).

## Биография
Родился в 1937 году в крестьянской семье в селе Молчаны Гомельской области Белорусской ССР. В 1953 году окончил семилетнюю школу в родном селе, после чего поступил в Гомельскую школу сельской механизации, которую окончил в 1955 году. В 1956 году по комсомольской путёвке прибыл в Казахстан на освоение целинных земель. Трудился механизатором в Красноармейской МТС Кустанайской области, позднее — в колхозе имени Сталина (позднее — совхоз имени Некрасова) Орджоникидзевского района.
Досрочно выполнил задания Десятой пятилетки (1976—1980) и личные социалистические обязательства по уборке и обмолоту зерновых. Указом Президиума Верховного Совета СССР от 19 февраля 1981 года за выдающиеся успехи, достигнутые в выполнении планов и социалистических обязательств по продаже государству в 1980 году миллиарда пудов зерна и перевыполнении планов десятой пятилетки по производству и закупкам хлеба и других сельскохозяйственных продуктов удостоен звания Героя Социалистического Труда с вручением ордена Ленина и золотой медали «Серп и Молот».
Также награждён орденами Трудового Красного Знамени и "Знак почёта", медалями "За освоение целинных земель" и "Ветеран труда".
В 2000 году вышел на пенсию. Проживает в селе Калиновка Денисовского района Костанайской области.